# Artur Markowski
Artur Markowski – historyk, specjalista w zakresie historii społecznej XIX wieku, dziejów Żydów w Imperium Rosyjskim oraz przemocy zbiorowej w Europie Środkowej i Wschodniej. Pracuje w zakładzie Historii XIX wieku, na Wydziale Historii UW oraz jako główny specjalista-historyk w dziale naukowym Muzeum Historii Żydów Polskich POLIN. 

## Życiorys
Absolwent historii na Uniwersytecie w Białymstoku. Doktorat obronił w 2007 r. na Uniwersytecie Warszawskim, pod kierunkiem prof. Jerzego Tomaszewskiego. Stopień doktora habilitowanego otrzymał w styczniu 2019 r. (Rada Wydziału Historycznego UW). W swoim dorobku posiada blisko osiemdziesiąt prac poświęconych historii społecznej XIX wieku, w większości dziejom Żydów w Królestwie Polskim i Rosji, po polsku, angielsku i rosyjsku. W latach 2011–2016 członek redakcji „Studia Judaica”. Uczestnik stypendiów naukowych w USA, Anglii, Izraelu i Rosji. Kierował w latach 2012–2016 międzynarodowym projektem badawczym, którego celem była wszechstronna analiza pogromów Żydów na ziemiach polskich w XIX i XX wieku. Jest redaktorem naczelnym serii „Źródła do dziejów Żydów na ziemiach polskich w XIX i XX wieku (do 1939 roku)”.

## Publikacje
- Przemoc antyżydowska i wyobrażenia społeczne. Pogrom białostocki 1906 roku, Warszawa 2018.
- Między Wschodem a Zachodem. Rodzina i gospodarstwo domowe Żydów suwalskich w pierwszej połowie XIX wieku, Warszawa 2008. (wydanie elektroniczne 2017 r.)
- I. Chorosz, Podróż po przemysłowej strefie osiedlenia i Polski przemysł włókienniczy. Żydowskie zakłady i robotnicy, (seria: Źródła do dziejów Żydów na ziemiach polskich w XIX i XX wieku (do 1939 r.) przeł. J. Szumski, wstęp i oprac. A. Markowski, Warszawa 2019 (w druku).
- Sztetł – wspólne dziedzictwo. Szkice z dziejów Żydów Europy Środkowo – Wschodniej, Białystok 2003 (z Wojciechem Śleszyńskim)
- Narody i polityka. Studia ofiarowane profesorowi Jerzemu Tomaszewskiemu, Warszawa 2010 (z Augustem Grabskim)
- Pogromy Żydów na ziemiach polskich w XIX i XX wieku. Słownik encyklopedyczny (publikacja elektroniczna) ISBN 978-83-943652-0-2 (z Marzeną Szugiero)
- Tomaszewski Jerzy, Żydzi w II Rzeczypospolitej, Warszawa 2016 (wybór i oprac. wspólnie z Szymonem Rudnickim).
- „Studia Judaica”: Jews, Violence and Revolution 1905 , 2017, nr 39 (ze Scottem Ury`m).